# Favrskov község
Favrskov község (dánul: Favrskov Kommune) Dánia 98 községének (kommune, helyi önkormányzattal rendelkező közigazgatási egység) egyike. A Midtjylland régióban található. Favrskov község Aarhus, Skanderborg, Samsø, Viborg, Randers és Syddjurs községekkel határos. Lakosainak száma 47 655 fő (2016. január 1.).